# Alfred Perry
Pour les articles homonymes, voir Perry.
Alfred Perry est un incendiaire montréalais. Il est connu pour être l'un des instigateurs de l'incendie de l'hôtel du Parlement du Canada, en 1849 à Montréal. Il a également été un promoteur de l'Hôpital Douglas.

## Biographie
Alors capitaine du Hook and Ladder and Hose, un corps de pompiers volontaire de Montréal, il est célèbre pour avoir participé à la mobilisation d'une foule d'émeutiers ayant saccagé et incendié l'hôtel du Parlement du Canada le 25 avril 1849. Il prononce d'abord un discours pour exciter les émeutiers : « Le temps des pétitions est révolu, mais, si les hommes qui sont présents ici ce soir sont sérieux, qu'ils me suivent jusqu'à l'édifice du Parlement » ,. Puis il se sert du matériel des pompiers pour défoncer les portes du parlement. Il participe activement au saccage du parlement et aux agressions sur les députés. Selon ses dires, il est à l'origine d'un foyer d'incendie, en éventrant les conduites de gaz. Le lendemain, il est arrêté pour crime d'incendiat. Bénéficiant de complicités dans la direction policière, il bénéficie de conditions princières, avec repas plantureux et vins. Les autorités le libèrent après deux jours.
En 1850, Perry refait parler de lui.  En effet, dans un climat de tension entre francophones et anglophones, Perry lance un défi à la firme Lepage, réputée comme ayant développé la pompe la plus puissante de Montréal.  Le concours organisé sur la Place d'Armes consiste à projeter de l'eau sur les tours de l'église Notre-Dame.  L'issue, controversée, favorise la pompe Union de Perry.
Après la naissance de l'asile Saint-Jean-De-Dieu, à Longue-Pointe, Alfred Perry et des citoyens protestants de l'Ouest de l'île de Montréal veulent d'un hôpital comme celui dont se sont dotés les francophones de l'île. Le projet est accepté en 1881 par le gouvernement du Québec qui adopte une loi sur l'incorporation du «Protestant Hospital for Insane» (qui deviendra l'Hôpital Douglas). Un pavillon de l'hôpital Douglas porte le nom de pavillon Perry.